# Кокуй (Ленінськ-Кузнецький округ)
Коку́й (рос. Кокуй) — селище у складі Ленінськ-Кузнецького округу Кемеровської області, Росія.

## Населення
Населення — 264 особи (2010; 330 у 2002).
Національний склад (станом на 2002 рік):
- росіяни — 88 %